# معركة ضنك

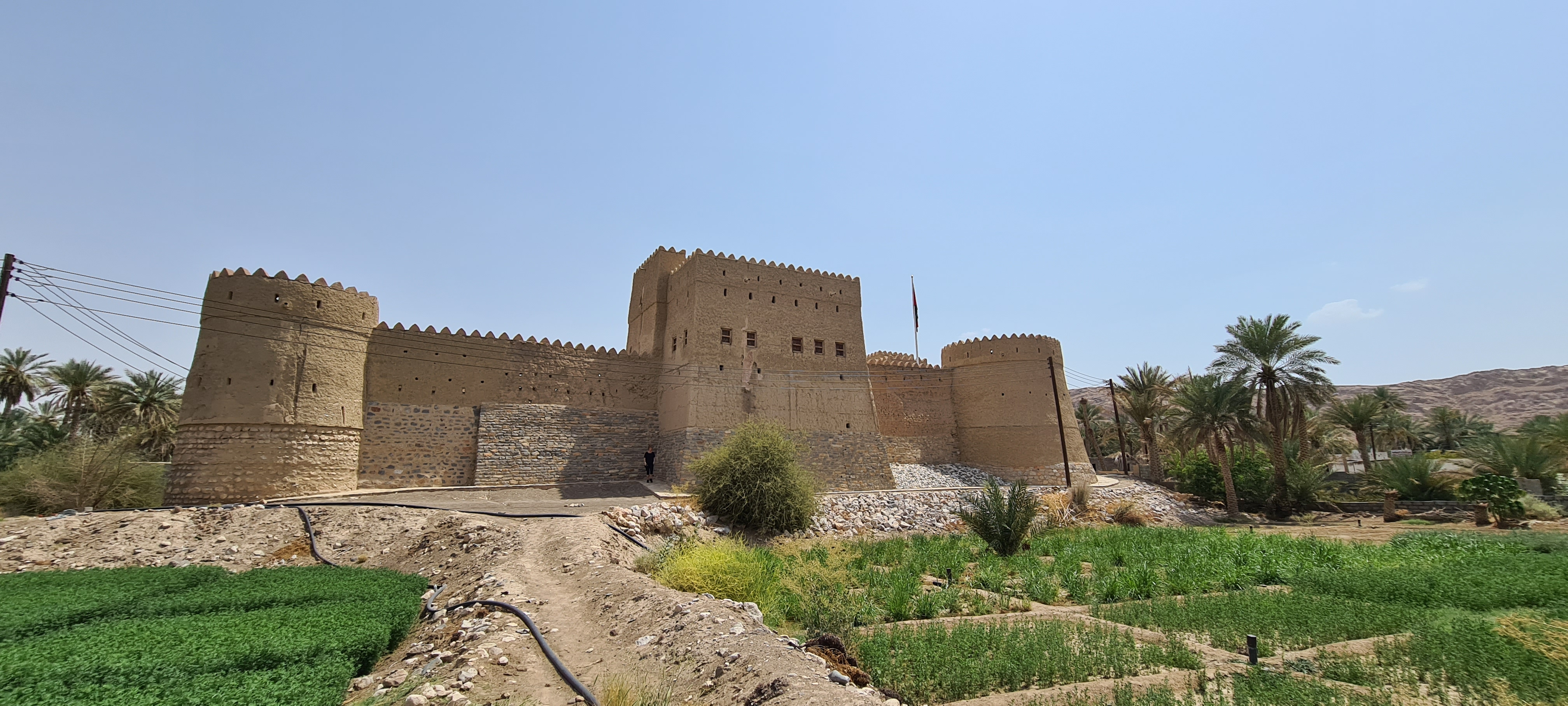
حصن ضنك

وقعت معركة ضنك في أكتوبر 1870، بين القوات المؤيدة للإمام العماني عزان بن قيس ضد تركي بن سعيد سلطان مسقط. وقد انتصر تركي بن سعيد في المعركة بدعم من قوات من دبي وعجمان ورأس الخيمة بالإضافة إلى مقاتلين من قبائل النعيم وبني قتب.

## الخلفية
كان عزان بن قيس إمام عُمان بين عامي 1868 و1870، بعد أن خلع سالم بن ثويني. عارض عزان التدخل السعودي في واحة البريمي واستولى على البريمي في عام 1869. دعم زايد بن خليفة أمير إمارة أبو ظبي (المعروف باسم زايد الكبير) عزان بن قيس، الذي دفع لأبو ظبي راتبًا مقابل دفاعها عن البريمي، لكن سلطان مسقط، تركي بن سعيد، حشد الدعم لقضيته من حكام الإمارات المتصالحة الآخرين. في أوائل عام 1870، زار تركي دبي بهدف تحقيق الحشد، ولكن على الرغم من إغراء شيوخ الإمارات المتصالحة الآخرين بدعم تركي ضد زعيم أبوظبي القوي، زايد، والإمام عزان بن قيس، لم يكن دعمهم قويًا بما يكفي.
على الرغم من أن عزان بن قيس رأى أن الإمارات الشمالية الغافرية (حزب الغافري) كانت وهابية بطبيعتها وبالتالي كانت داعمة لأعدائه السعوديين، إلا أن الشارقة انضمت بالفعل إلى التحالف بينه وبين أبوظبي ضد تركي بن سعيد سلطان مسقط. في أكتوبر 1870، أخذ تركي بن سعيد قواته إلى ميدان المعركة في ضنك بدعم من رجال من دبي وعجمان ورأس الخيمة، بالإضافة إلى فرسان من قبائل النعيم وبني قتب، وكان العديد من النعيم في ذلك الوقت مستقرين في ضنك. كان دعم النعيم غير عادي حيث كانوا يعتمدون تقليديًا على زايد الكبير - وظلوا كذلك حتى وفاته في عام 1909.

## الحصيلة
وبفوزه بالمعركة، عزز تركي هيمنته على مسقط وعمان. وفي النهاية قُتل الإمام عزان بن قيس في معركة مطرح في يناير 1871.
ولم يخفف استقرار الحكم على سلطنة عمان من حدة الصراع بين القبائل حول البريمي، وتزايدت طموحات زايد بن خليفة في السيطرة على الواحة الخصبة بمرور الوقت. وبلغت هذه الطموحات ذروتها في يناير/كانون الثاني 1875 بهجوم آخر شنه زايد على بلدة ضنك التابعة لقبيلة النعيم والمنطقة الواقعة جنوب البلدة، الظاهرة، بقوة راكبة قوامها 200 من بدو المناصير وبني هاجر. وفي الوقت نفسه، أرسل زايد قوة من المناصير والمزاريع ضد البريمي، وهو ما دفع بني قتب إلى طلب المساعدة من إمارة دبي وإرسلت دبي قوة من الفرسان إلى البريمي. وأدى هذا إلى مواجهة بين الإمارتين وعلق زايد عملياته ضد الواحة.